# Palpita argoleuca
Palpita argoleuca is een vlinder uit de familie van de grasmotten (Crambidae), uit de onderfamilie van de Spilomelinae. De wetenschappelijke naam van deze soort is voor het eerst voorgesteld als Margaronia argoleuca door Edward Meyrick in een publicatie uit 1938.
De soort komt voor in Indonesië (Java).